# La Font d'en Fargues
La Font d'en Fargues o La Font d'en Fargas es un barrio residencial de Barcelona situado dentro del distrito municipal de Horta-Guinardó. Se encuentra al sur del barrio de Horta y al norte del cerro de Rovira entre la fuente que le da nombre y el torrente de la Carabassa. Alrededor de la fuente, que se decía que tenía mucha calidad y propiedades, se celebraban fiestas y aplecs.
El barrio se urbanizó a partir de 1905, empezando por las tierras de la masía de Can Pujol por iniciativa de Pere Fargas i Sagristà en el estilo de la ciudad jardín. El nombre del barrio proviene de Fargas, y él también promovió la construcción de torretas en 1915.  Durante años el barrio fue lugar de veraneo de la burguesía barcelonesa, albergando en sus grandes torres familias de industriales de renombre, así como periodistas ilustres.  El Casino creado por la burguesía del momento con la Iglesia, celebró grandes fiestas sociales de la gran esplendor de la época. Actualmente, el Casino está remodelado como Casal de Barrio del Ayuntamiento de Barcelona.
El barrio tiene masías y casas antiguas que han sido recicladas como casas de lujo. Tiene uno de los colegios privados más antiguos de la ciudad, la escuela inglesa Princess Margaret School. En la actualidad el barrio se ha convertido en un ejemplo de urbanización para toda la ciudad. La mayoría de las viviendas están conformadas por edificios que poseen de tres a cuatro pisos. Es uno de los barrios desconocidos de la ciudad, al encontrarse al lado de la montaña. El barrio es en uno de los más exclusivos de Barcelona, con edificaciones nuevas de pisos de alto standing de grandes dimensiones con canchas deportivas y zonas ajardinadas con piscina. A pesar de ello, también tiene multitud de viviendas más asequibles, y la renta per cápita del barrio es inferior a la media de la ciudad